# ریول (سیگار)
ریول  (به انگلیسی: Reval) یک برند سیگار ایجاد شده در آلمان است؛ که در حال حاضر توسط امپریال توباکو تولید می‌شود. مالک فعلی این برند امپریال توباکو است.